# 일본의 후생대신
후생대신(일본어: 厚生大臣)은 과거 일본에 존재했던 일본의 행정기관인 후생성의 장(長)을 말한다. 2001년 1월, 후생성이 노동성과 통합됨에 따라, 후생노동대신으로 지휘체계의 수장도 통합되게 되었다.